# Fernando Mason

Bischofswappen von Fernando Mason.

Fernando Mason OFMConv (* 21. Januar 1945 in Loreggia) ist ein italienischer Ordensgeistlicher und emeritierter römisch-katholischer Bischof von Piracicaba in Brasilien.

## Leben
Fernando Mason trat der Ordensgemeinschaft der Minoriten bei und empfing am 3. April 1971 die Priesterweihe.
Papst Johannes Paul II. ernannte ihn am 3. März 1999 zum ersten Bischof des mit gleichem Datum errichteten Bistums Caraguatatuba. Der Erzbischof von São Paulo, Cláudio Hummes OFM, spendete ihm am 1. Mai desselben Jahres die Bischofsweihe; Mitkonsekratoren waren David Picão, Bischof von Santos, und Antonio Vitale Bommarco, Erzbischof von Gorizia. Als Wahlspruch wählte er CHRISTUS FACTUS OBEDIENS.
Am 25. Mai 2005 wurde er zum Bischof von Piracicaba ernannt. Papst Franziskus nahm am 11. November 2020 das von Fernando Mason aus Altersgründen vorgebrachte Rücktrittsgesuch an.